# Развој рекорда светских првенстава на 100 метара препоне за жене
Трка на 100 метара са препонама је женска атлетска дисциплина која се налазила на програму свих светских првенстава на отвореном од 1. Светског првенства 1983. одржаном у Хелсинкију до данас.
Актуелини рекорд светских пренства на 100 м са препонама износи 12,28, постигнут 3. септембра 2.011. у Тегуу а рекордерка је Сали Пирсон из Аустралије.

## Рекорди
Закључно са СП 2019. у Дохи ратификовано је 6 рекорда светских првенстава.
Легенда
| ратификовани рекорди     |
| нератификовани резултати |
| * = изједначен рекорд    |

|    | Резултат | Атлетичарка     | Дат. рођ.                    | Земља           | Место             | Датум              |
| -- | -------- | --------------- | ---------------------------- | --------------- | ----------------- | ------------------ |
| 1. | 13,03    | Керстин Кнабе   | 7. јул 1959. (24 год)        | Источна Немачка | Хелсинки, Финска  | 12. август 1983.   |
| 2. | 12,81    | Бетине Јан      | 3. август 1958. (25 год)     | Источна Немачка | Хелсинки, Финска  | 12. август 1983.   |
| 3. | 12,75    | Бетине Јан      | 3. август 1958. (25 год)     | Источна Немачка | Хелсинки, Финска  | 12. август 1983.   |
| 4. | 12,75*   | Гинка Загорчева | 12. април 1957. (25 год)     | Бугарска        | Хелсинки, Финска  | 13. август 1983.   |
| 5. | 12,51    | Гинка Загорчева | 12. април 1957. (29 год)     | Бугарска        | Рим, Италија      | 3. септембар 1987. |
| 6. | 12,34    | Гинка Загорчева | 12. април 1957. (29 год)     | Бугарска        | Рим, Италија      | 4. септембар 1987. |
| 7. | 12,28    | Сали Пирсон     | 11. септембар 1985. (25 год) | Аустралија      | Тегу Јужна Кореја | 3. септембар 2011. |